# Толстяк (фильм, 1951)
«Толстяк» (англ. The Fat Man) — фильм нуар режиссёра Уильяма Касла, который вышел на экраны в 1951 году.
В основу фильма положен одноимённый радиосериал о частном детективе Брэде Ранионе по прозвищу Толстяк, роль которого исполнял Дж. Скотт Смарт. Актёр сыграл роль Толстяка и в этом фильме, который рассказывает о расследовании убийств зубного врача и его ассистентки, которое выводит на ограбление инкассаторской машины шестилетней давности, в ходе которого было похищено полмиллиона долларов. В итоге Раниан вычисляет грабителей, а также убийцу, который решил с помощью шантажа получить часть награбленного.
Критики оценили хороший темп и верную тональность повествования, а также актёрскую игру, при этом указав, что из-за слабого использования визуальных приёмов в картине слишком многое передаётся через актёрскую речь, напоминая тем самым радиосериал.

## Сюжет
Зубной врач из Лос-Анджелеса Генри Р. Бромли прибыл в Нью-Йорк для выступления с докладом на профессиональном симпозиуме. В его номер в гостинице «Вестбрук» заходит незнакомец, который сначала вырубает Бромли сильным ударом, затем заставляет его выпить что-то из бутылочки, после чего выбрасывает его в окно. Затем незнакомец роется в документах Бромли, находя среди них рентгеновские снимки зубов. Забрав снимки, незнакомец выходит из номера, сталкиваясь в коридоре с медсестрой Джейн Адамс (Джейн Медоуз), которая работает ассистенткой у доктора Бромли. Когда незнакомец садится в лифт, Джейн входит в номер, после чего раздаётся её страшный крик. Полиция, которая расследует дело, приходит к заключению, что Бромли случайно принял чрезмерную долю снотворного, после чего ему стало трудно дышать, он открыл окно и, плохо контролируя свои действия, случайно выпал из него. Однако Джейн не верит в эту версию, решая обратиться за помощью к известному детективу Брэду Раниану (Дж. Скотт Смарт), который за свой дородный внешний вид получил прозвище Толстяк. Джейн приходит к Раниану в ресторан как раз в тот момент, когда тот обучает нескольких шеф-поваров приготовлению какого-то изысканного блюда. Недовольный тем, что его оторвали от любимого дела, Раниан нехотя выслушивает Джейн, и, не найдя в её истории ничего интересного, просит своего помощника Билла Нортона (Клинтон Сандберг) отвезти Джейн в аэропорт, поскольку у неё есть билет на вечерний рейс в Лос-Анджелес. Через некоторое время Билл возвращается к Раниану, сообщая, что на него было совершено нападение, в результате которого он потерял сознание. Решив, что это нападение связано с Джейн, Раниан берётся за дело. Детектив с помощником приезжают в аэропорт, находя Джейн в зале ожидания. Со слов медсестры выясняется, что из номера Бромли нечего не пропало, кроме рентгеновских снимков зубов некого Роя Кларка (Рок Хадсон). Джейн рассказывает, что Кларк впервые пришёл на приём к доктору Бромли примерно месяц назад. Он выглядел чрезвычайно потрёпанным и попросил разрешить ему произвести оплату во время следующего визита. Неделю спустя Кларк пришёл уже с модной причёской и в дорогом костюме. Его сопровождал личный шофёр, и он легко расплатился с доктором, достав толстую пачку денег. Кларку был назначен визит неделю спустя, однако он так больше и не появился. Бромли безуспешно пытался дозвониться до него, однако на следующий день улетел в Нью-Йорк.
Раниан и Билл летят вместе с Джейн в Лос-Анджелес, где обнаруживают, что из кабинета Бромли пропала и копия рентгеновских снимков Кларка. Раниан звонит по последнему номеру телефона, оставленному Кларком, попадая на лошадиное ранчо. Владелец ранчо Джин Гордон (Джон Расселл) приглашает Раниана к себе, где знакомит его с женой Лолой (Люсиль Баркли). Гордон рассказывает им, что действительно был знаком с Кларком, который взял у него денег взаймы, но затем ушёл, и больше он его не видел. Вернувшись назад, Раниан посылает на ранчо Джейн в надежде, что она сможет кого-то опознать. Она не узнаёт Гордона, зато опознаёт Тони (Роберт Роарк) как человека, который приходил вместе с Роем в качестве шофёра во время последнего визита к Бромли. Раниан по своим каналам наводит справки на Гордона, выясняя, что тот в 1940 году вместе со своим партнёром Хэппи Стивенсом (Гарри Льюис) привлекался по делу о незаконных азартных играх. Через своего информатора Шифти (Тедди Харт) Раниан также узнаёт, что у Тони, который на самом деле является шофёром Гордона, тайный роман с его женой Лолой. Раниан находит Тони, шантажом заставляя признаться, что он часто подвозил Роя в один из баров, где тот встречался с девушкой по имени Пэт Бойд (Джули Лондон).
В баре Раниан знакомится с красавицей Пэт, приглашая её на танец. Толстый детектив очаровывает девушку своими чрезвычайно ловкими и изящными движениями, после чего она соглашается рассказать ему о своих отношениях с Кларком. По словам Пэт, они познакомились в баре, когда он выгнал пьяного, который к ней приставал. Вскоре они начали встречаться, и во время прогулки по зоопарку, где они сфотографировались, Кларк сделал Пэт предложение. При этом он признался ей, что шесть лет провёл в тюрьме, а также дал ей номер для экстренной связи с ним. В воскресенье они поженились, а четыре дня спустя Кларк пропал, и номер, который он дал, не отвечал. Раниан берёт у Пэт фотографию Кларка с которой направляется в полицейский архив. По фотографии он выясняет, что Кларк ранее был известен под именем Рэй Чевлин и входил в банду грабителей, похитивших полмиллиона долларов. Его сообщникам удалось скрыться, однако Рэй в ходе перестрелки был ранен и задержан полицией. После выхода из тюрьмы Рэй отправился к Гордону, который дал ему деньги и машину. Лейтенант полиции Старк (Джером Кауэн) сообщает также, что Чевлин сидел в одной камере с клоуном Эдом Дитсем (Эмметт Келли), который недавно условно-досрочно вышел на свободу.
Раниан приезжает к Дитсу в цирк, где тот рассказывает, что за шесть лет, проведённых вместе в одной камере Рэй рассказал ему все подробности ограбления. Рэй входил в банду из четырёх человек, один из которых был водителем инкассаторской машины. Однажды в условленном месте этот водитель остановил машину якобы из-за поломки. Когда инкассаторы вышли на улицу, из засады на них набросились члены банды, связав их, а затем спрятав в пустынном сарае. Затем, переодевшись в форму инкассаторов, они прибыли на гоночный трек, рассчитывая получить дневную выручку в размере полумиллиона долларов. Во время перегрузки денег у охранников трека возникли подозрения в связи с неожиданной замены команды инкассаторов, в результате грабителям пришлось силой заставить их замолчать. Это заметили другие охранники, которые включили сирену и открыли огонь. Однако грабителям на инкассаторской машине удалось выскочить за территорию трека и скрыться, оставив раненого Рэя, которому пообещали, что его доля будет ждать его, когда он выйдет на свободу. Приехав затем к Пэт, Раниан говорит ей, что, по всей видимости, не желая делиться Рэем, дружки избавились от него, когда он вышел на свободу. Расстроенная Пэт уходит, прося детектива довести дело до конца.
Гордон и Стивенс, опасаясь расследования Раниана, решают покончить с ним. Тем временем в квартиру Джейн проникает неизвестный, дожидаясь её появления. Когда Джейн заходит, она сразу же звонит Раниону по телефону, сообщая, что знает убийцу. В этот момент неизвестный набрасывается на неё, душит её и быстро скрывается. Так как полиции не удаётся найти Кларка, Раниан направляется в отдел, занимающийся идентификацией неопознанных трупов. Там он выясняет, что за последнее время поступило шесть таких трупов, и среди них только один соответствует параметрам, обозначенным Ранианом. Это труп человека, который сгорел в грузовике в тот же день, когда исчез Кларк. Раниан на макете грузовика показывает лейтенанту Старку, как возник пожар, доказывая ему, что скорее всего имел место умышленный поджог. Лейтенант говорит, что лицо жертвы обгорело настолько сильно, что не поддаётся идентификации, и потому опознание можно провести только по зубам покойного. Раниан предполагает, что именно для того, чтобы предотвратить опознание по зубам, убийца выкрал рентгеновские снимки, а Джейн он убил потому, что она видела его и могла бы опознать. В транспортной компании, которой принадлежал сгоревший грузовик, Раниан выясняет, что в грузовике не было ничего ценного, лишь костюмы и реквизит клоуна Дитса, которые тот перевозил на новое место.
Раниан и Билл приезжают на ранчо Гордона, намереваясь обвинить его и Стивенса в убийстве Кларка. Раниан говорит, что после выхода на свободу Кларк пришёл к нему и Стивенсу, требуя свою долю в 200 тысяч долларов. Пообещав собрать деньги за несколько дней, Гордон дал Кларку на первое время достаточно денег, чтобы тот мог привести себя в порядок, а также дал своего шофёра Тони для поездок по городу. Гордон подтверждает лишь то, что дал Кларку денег и шофёра, однако после этого он Кларка больше не видел. Когда Раниан уходит, Гордон советуется со Стивенсом, решая избавиться от кого-то, кого они не называют по имени, опасаясь, что он может заговорить. Вернувшись в машину, Раниан говорит Биллу, что сомневается в том, что Гордон убил Кларка, так как иначе он бы сейчас его живым не выпустил. Намереваясь ещё раз переговорить в Дитсем, Раниан приезжает к нему домой, где выясняет, что тот уехал, не оставив обратного адреса. Узнав у домовладельца название компании-перевозчика, Раниан выясняет, что вещи Дитса были перевезены в цирк в Тарзане.
Достав через Шифти винтовку, Раниан вместе с Биллом приезжает в Тарзану, где находит цирковой вагончик Дитса. Раниан поручает Биллу занять место для стрельбы, но выстрелить в окно вагончика только по его сигналу. Сам Раниан направляется в вагон, где его встречает Дитс, который только что купил этот цирк. Раниан говорит, что теперь ему известно, как всё произошло. Когда Дитс вышел на свободу, то приехал к Гордону и Стивенсу, шантажируя их тем, что расскажет полиции об их участии в ограблении. Взамен он требует 50 тысяч долларов из доли, причитающейся Кларку, обещая, что решит с ним вопрос, и остальные деньги останутся у них в качестве бонуса. (В этот момент Дитс впервые за весь фильм смывает с лица клоунский грим, и зрителю становится ясно, что именно он убил Бромли и Джейн). Раниан продолжает рассказ, сообщая, что Дитс разыскал Кларка, вырубил его и сжёг в грузовике, который заказал для перевозки реквизита. Затем он убил доктора Бромли и Джейн из-за рентгеновских снимков зубов Кларка, понимая, что только материалы дантиста могут быть использованы для опознания сожжённого тела. После этих слов Дитс достаёт пистолет, заявляя, что всегда мечтал о собственном цирке. В этот момент Раниан даёт сигнал Биллу, чтобы тот сделал выстрел в окно, однако на того нападают подъехавшие Гордон и Стивенс. Они разоружают Билла и открывают огонь по вагончику. Начинается перестрелка, в ходе которой Дитс убивает Стивенса, а Раниан — Гордона. В ходе перестрелки Дитс убегает от Раниана, забираясь под купол цирка. Раниан стреляет в Дитса, который падает в страховочную сеть. Когда полиция извлекает его, Дитс успевает сказать, что просто хотел реализовать свою мечту иметь собственный цирк, после чего умирает.

## В ролях
- Дж. Скотт Смарт — Брэд Раниан
- Джули Лондон — Пэт Бойд
- Рок Хадсон — Рой Кларк
- Клинтон Сандберг — Билл Нортон
- Джейн Медоуз — медсестра Джейн Адамс
- Джон Расселл — Джин Гордон
- Джером Кауэн — детектив, лейтенант Старк
- Эмметт Келли — Эд Дитс
- Люсиль Баркли — Лола Гордон
- Роберт Остерлох — «Флетч» Флетчер
- Гарри Льюис — Хэппи Стивенс
- Тедди Харт — Шифти

## Создатели фильма и исполнители главных ролей
Прежде чем прославиться своими необычными фильмами ужасов, которые он стал снимать в конце 1950-х годов, режиссёр и продюсер Уильям Касл поставил серию крепких фильмов нуар, среди которых «Когда незнакомцы женятся» (1944), «Джонни-стукач» (1949), «Поддержка» (1949) и «Голливудская история» (1951), а также несколько фильмов популярной серии о Свистуне.
Образ дородного частного детектива Брэда Раниана был создан автором популярных криминальных романов Дэшиллом Хэмметтом. С 1946 по 1951 год на радио выходил детективный сериал о приключениях Брэда Раниана, роль которого исполнял Дж. Скотт Смарт. Он же сыграл главную роль и в этом единственном фильме про «тучного гурмана и детектива».
Эмметт Келли, который сыграл в фильме роль клоуна Эда Дитса, в действительности был знаменитым клоуном, выступавшем в цирке Барнума и братьев Ринглинг. Это была его первая роль в кино, за которой последовало ещё несколько работ в кино и на телевидении. Среди других актёров обращают на себя внимание Рок Хадсон и Джули Лондон. Рок Хадсон к середине 1950-х годов стал одной из крупнейших голливудских звёзд благодаря главным ролям в таких знаковых фильмах, как мелодрамы «Великолепная одержимость» (1954), «Всё, что дозволено небесами» (1955) и «Слова, написанные на ветру» (1956), эпический вестерн «Гигант» (1956), который принёс ему номинацию на «Оскар» как лучшему актёру, и романтическая комедия «Телефон пополам» (1959). Джули Лондон в 1940—1950-х годах сыграла несколько памятных ролей в таких картинах, как фильм нуар «Красный дом» (1947), драма «Великий человек» (1956), вестерны «Человек с Запада» (1958) и «Оседлай ветер» (1958), после чего сделала успешную карьеру в качестве певицы. Песни в её исполнении звучат, в частности, в таких популярных фильмах, как «Дневник Бриджет Джонс» (2001) и «V — значит вендетта» (2005).

## История создания фильма
Фильм основан на радиосериале «Толстяк», который в 1946—1951 годах транслировался на канале ABC. Создателем сериала считается известный автор крутых романов Дэшил Хэмметт, а главную роль в нём исполнил Дж. Скотт Смарт.
Согласно информации «Лос-Анджелес Экспресс» от 22 июля 1949 года, первоначально фильм планировала сделать студия Columbia, продюсером должен был быть Хант Стромберг, а главную роль должен был сыграть Сидни Гринстрит.
По информации «Голливуд репортер», студия Universal взяла актёра Клинтона Сандберга в аренду у компании Metro-Goldwyn-Mayer.
По словам историка кино Крейга Батлера, это был «первый из предполагавшейся серии фильмов о детективе Раниане, однако он так и остался единственным, главным образом по причине смерти заглавной звезды Дж. Скотта Смарта».
В 1958 году был режиссёр Джозеф Х. Льюис поставил пилотный телефильм сериала «Толстяк», однако сериал так и не был запущен в производство. Как отмечает киновед Майк Грост, «телефильм Льюиса мало связан с фильмом Касла. Их объединяет лишь гурман-частный сыщик в качестве главного героя. В обоих фильмах у детектива есть ассистент, и в обоих он проводит кулинарную демонстрацию шеф-поварам в ресторане».

## Оценка фильма критикой

### Общая оценка фильма
По мнению современного киноведа Крейга Батлера, «хотя „Толстяк“ не назовёшь классикой, это скромный и лёгкий развлекательный маленький детективный фильм». Заметно, что фильм «определённо сделан на скромном бюджете», однако «его дешевизна только прибавляет ему скромного обаяния». Как далее отмечает киновед, возможно, «кому-то фильм покажется слишком многословным, особенно, в первых двух третьих фильма, и действительно, он выдаёт своё происхождение из радиошоу». Фильм же «должен показывать и действовать, а радио — рассказывать и описывать, однако в фильме слишком много второго. И всё же, он использует кино для показа вещей, связанных с толщиной главного героя, которые нельзя передать с помощью радио». Кроме того, кульминационная сцена в финале «очень визуальна, и она сделана довольно хорошо». В целом, по словам Батлера, «если „Толстяк“ и не захватывает как „Мальтийский сокол“ или „Большой сон“, это всё равно это очень хороший небольшой детективный фильм».

### Некоторые художественные особенности фильма
Хэл Эриксон, отмечает, что «по большей части, фильм скорее похож на радиошоу, чем на фильм — по крайней мере, до последней увлекательной кульминации, которая изобретательно поставлена режиссёром Уильямом Каслом». Киновед обращает также внимание на «композиционный приём с флэшбеком внутри флэшбека, который помогает оживить некоторое многословные части».
Современный киновед Майкл Грост указывает на многие особенности картины, характерные и для других работ Уильяма Касла. В частности, личность ключевого персонажа, которого играет Рок Хадсон, «носит таинственный характер», при этом «его сложная личная жизнь и история выступают как центральный элемент построения сюжета». Кроме того, в картине «присутствуют такие характерные для Касла персонажи, события и сюжетные элементы, как медсестра, свадьба людей, почти не знакомых друг с другом, сцены саспенса в дорогой гостинице, эпизод в ночном клубе, который меняет тональность картины и одновременно создаёт собственную странную атмосферу, фирма, которая специализируется на уходе за телом, в данном случае, это зубоврачебный кабинет, а также киллер, который показан движущейся тенью, напоминающей тень рассказчика в фильмах про Свистуна». Кроме того, по мнению Гроста, обращает на себя внимание склонность некоторых мужских персонажей к резкой перемене внешности, в частности, это касается персонажа Хадсона, который «часто меняет внешность с каждым новым поворотом истории. То же самое можно сказать о гангстере в исполнении Джона Расселла и о шофёре Тони. Резкие перемены в одежде, внешности и стиле этих мужчин превышают обычную норму. Кажется, что от сцены к сцене они меняют свой общественный статус». Обращают на себя внимание также и некоторые «сюрреалистические детали», в частности, это «странная, одноместная машина, которую Раниан арендовал в Лос-Анджелесе, первое убийство, которое совершено тремя различными способами одновременно, рентген зубов, предложение руки и сердца, которое Рой делает Пэт в зоопарке, много загримированных клоунов одновременно, священник-певец и странная дверь в бухгалтерию на гоночном треке, которая опускается вниз подобно мосту через ров в замке».

### Оценка актёрской игры
По мнению Батлера, «Дж. Скотт Смарт очень приятно смотрится и отлично вписывается в роль. Его окружают интересные актёры второго плана, среди них всегда очаровательная Джули Лондон, молодой Рок Хадсон и Эмметт Келли, который особенно хорош».